# Đồ ăn mang về

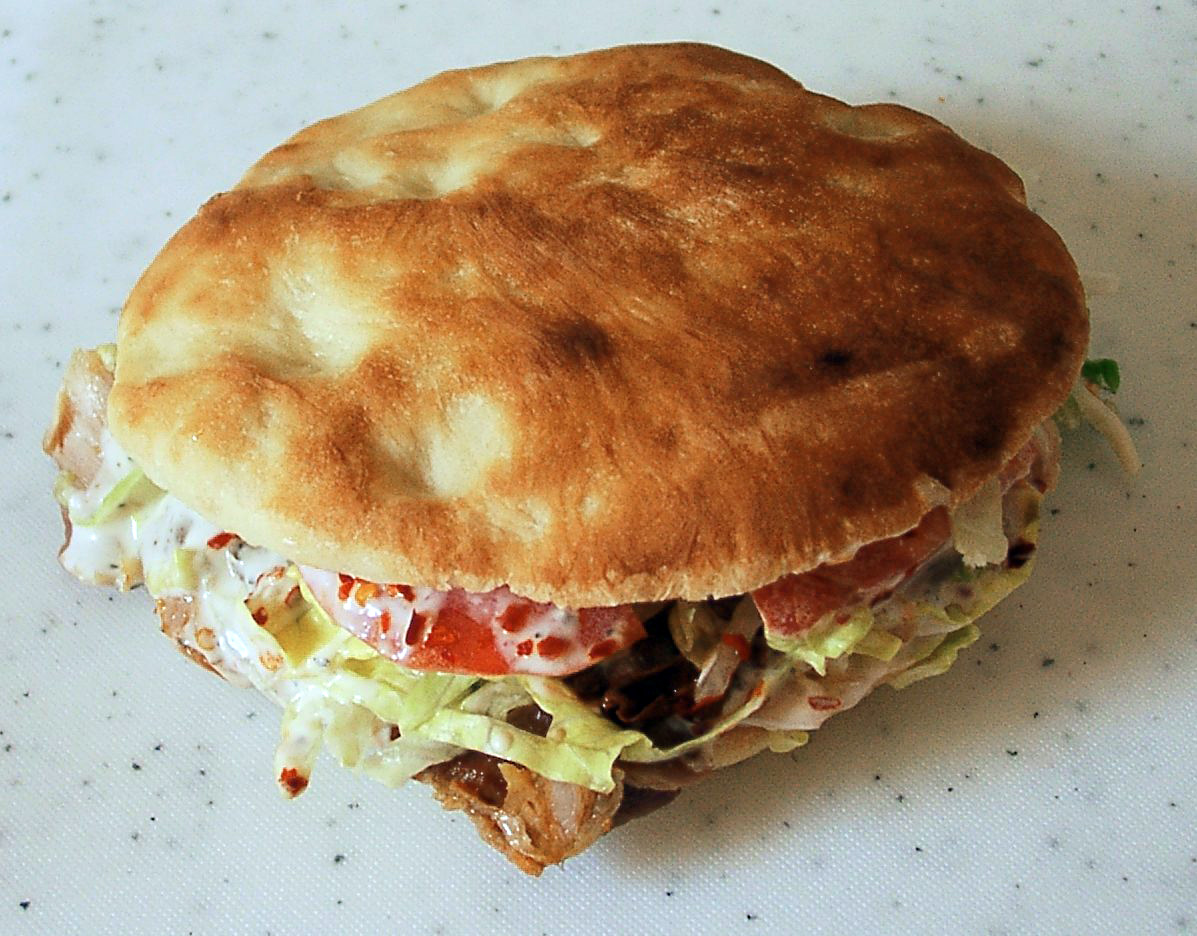
Một phần thức ăn mang đi Döner kebab

Đồ ăn mang về hay đồ ăn mang đi (tiếng Anh: take-out, take-away hoặc carry-out) là thực phẩm mua tại một nhà hàng nhưng được ăn ở một nơi khác. Các nhà hàng take-out có thể phục vụ thêm dịch vụ bàn hoặc không. Ở Mỹ, Canada, Anh thực phẩm dạng này thường được gọi để mang đi và ăn bên ngoài thay vì ăn tại chỗ hoặc trong nhà. Các loại thực phẩm dùng trong dạng này thì khá đa dạng, từ thức ăn nhanh tới cafê và nước giải khát có gas.